# 吉本タイマン王
『吉本タイマン王』（よしもとタイマンキング）は、1997年10月13日から1998年3月30日まで中京テレビで放送されていたバラエティ番組。放送時間は毎週月曜 24:50 - 25:20 （日本標準時）。

## 概要
毎回吉本興業所属のお笑いコンビ2組をゲストに招いていた深夜番組で、彼らが様々な企画で対決する模様を放送していた。
参加コンビは、まず番組が用意したゲームで勝負を繰り広げた後、各コンビ自慢の漫才やコントなどを披露しあった。これらの勝負で勝利を収めたコンビには、間寛平扮する「番組金看板タイマンキング」とギャグで勝負をする権利が与えられた。寛平に勝つと、そのコンビに支払われるギャラが倍増するという特典が用意されていた。対して、先の勝負で敗れたコンビには罰ゲームが待っていた。
番組の終了後、同枠では引き続き吉本興業の若手芸人たちを起用した新番組『ギュウぎゅう吉本詰め』（2011年9月まで中京テレビで不定期放送されていた『吉本ぎゅうぎゅう詰め』とは別物の番組）がスタートした。この番組も中京テレビのみで放送されたローカル番組であるが、企画の主旨は全く異なる。

## 出演者
- 間寛平
- 和泉修
- ゲストのお笑いコンビ2組

| 中京テレビ 月曜24:50枠                                 | 中京テレビ 月曜24:50枠                            | 中京テレビ 月曜24:50枠                                |
| 前番組                                                 | 番組名                                            | 次番組                                                |
| ------------------------------------------------------ | ------------------------------------------------- | ----------------------------------------------------- |
| テレビショッピング （ - 1997年9月29日） ※24:50 - 25:45 | 吉本タイマン王 （1997年10月13日 - 1998年3月30日） | ギュウぎゅう吉本詰め （1998年4月6日 - 1999年3月29日） |